# Michel Trenchant
Michel Trenchant, né le 1er février 1945, est un céiste de slalom français.

## Carrière
Michel Trenchant est médaillé de bronze de C1 par équipe aux Championnats du monde de slalom 1969 à Bourg-Saint-Maurice avec François Bonnet et Claude Baux. Il termine 12e de l'épreuve de C1 en slalom aux Jeux olympiques d'été de 1972 à Munich.